# Bedford (Iowa)
Bedford is een plaats (city) in de Amerikaanse staat Iowa, en valt bestuurlijk gezien onder Taylor County.

## Demografie
Bij de volkstelling in 2000 werd het aantal inwoners vastgesteld op 1620. In 2006 is het aantal inwoners door het United States Census Bureau geschat op 1509, een daling van 111 (-6,9%).

## Geografie
Volgens het United States Census Bureau beslaat de plaats een oppervlakte van 4,2 km², geheel bestaande uit land. Bedford ligt op ongeveer 344 m boven zeeniveau.

## Plaatsen in de nabije omgeving
De onderstaande figuur toont nabijgelegen plaatsen in een straal van 20 km rond Bedford.